# Малки слюнчени жлези
Малките слюнчени жлези (на латински: glandulae salivariae minores) се разполагат непосредствено под лигавицата на устните, бузите, небцето и езика. Към тях се отнасят и т.нар. серозни жлези на Von Ebner, които се отварят в сулкусите на papillae circumvallatae.